# Rita Hunter
Rita Hunter, CBE (Rita Nellie Hunter) (15 de agosto de 1933, Wallasey, Merseyside, Inglaterra – 29 de abril de 2001, Sídney, Australia) fue una soprano dramática británica conocida por sus interpretaciones en óperas de Richard Wagner.
Estudió en Liverpool y Londres hasta unirse a las compañías Sadler's Wells en 1957 y Carl Rosa Opera Company. 
Se perfeccionó con la legendaria Eva Turner incorporando a su repertorio Senta en El holandés errante, Elsa en Lohengrin, Elettra en Idomeneo, Odabella en Atila, Abigail en Nabucco, Donna Anna en Don Giovanni, Amelia, Santuzza, Elizabeth en Don Carlo y Leonora en Il trovatore hasta su consagración como las tres Brünnhildes de El anillo del nibelungo que cantó en inglés dirigida por Reginald Goodall en la English National Opera.
En 1972 debutó en el Metropolitan Opera de New York en Die Walküre con su compatriota Gwyneth Jones como Sieglinde, dos años después Birgit Nilsson la acompañaría como Sieglinde en el mismo escenario donde también cantó El ocaso de los dioses dirigida por Rafael Kubelík. 
En 1975 retornó en una nueva producción de Norma de Bellini recibiendo críticas negativas. En 1975 y 1977 cantó Aida y La Valquiria, sus últimas actuaciones en el MET.
Hunter cantó también en Múnich, Seattle, New Orleans, San Francisco, en el Festival de Edimburgo (el Requiem de Verdi con Carlo Maria Giulini), Singapur y con la Welsh National Opera. 
Fue condecorada en 1980 como CBE.
En 1981 se mudó a Sídney donde trabajó con la  Australian Opera, allí cantó su primera Isolda en 1983 y Elektra en 1985. 
En 1993 cantó Sieglinde y en 1994 las Gurre Lieder dirigida por Simon Rattle con la Orquesta de Birmingham.
Casada con el barítono John Darnley-Thomas, tuvo una hija.

## Discografía de referencia
- Verdi: Macbeth / Matheson (versión de 1847)
- Wagner: The Ring Cycle / Goodall (en inglés)
- Wagner: Götterdämmerung (escenas) / Mackerras
- Weber: Euryanthe / Janowski